# 창원 웅천왜성
창원 웅천왜성(昌原 熊川倭城)은 대한민국 경상남도 창원시 진해구 남문동에 있는 임진왜란에 일본군이 쌓은 일본식 성곽(왜성)이다. 1998년 9월 9일 경상남도의 기념물 제79호로 지정되었다.

## 현지 안내문
경상남도 진해시 남산 꼭대기에서 능선을 따라 산기슭으로 뻗쳐 쌓은 산성이다.
임진왜란 당시 왜군들이 장기전에 대비하기 위해 우리나라 남해안에 축조한 18개의 성 가운데 하나이며, 왜장 소서행장(小西行長)이 진을 치고 왜군의 제2기지로 활용했던 곳으로 알려져 있다.
정상부에 본성(本城)을 두고 아래에 2개의 성을 질서있게 배치하였고, 육지방면의 방비를 철저히 하기 위하여 남쪽으로 긴 나성을 둘렀다. 성안의 넓이는 약 5,000평 정도이고, 현재 남은 성벽의 길이는 700∼800m이며 높이는 3∼8m이다. 성벽은 커다란 돌을 상하로 고루 쌓고 그 사이사이에 작은 돌을 채운 형태이며 지면에서 70°가량의 경사를 이루었다.
『고적조사자료』에 의하면 이곳은 원래 웅포성이라 하여 조선시대에 왜구의 침입에 대비하기 위해 쌓았던 것을, 임진왜란 때 왜군이 보수하여 사용한 것으로 추정된다.

## 참고 자료
- 창원 웅천왜성 - 국가유산청 국가유산포털